# Filtro para partículas ultra-pequeñas en aire
Un filtro para partículas ultra pequeñas en aire o  ULPA por su acrónimo en idioma inglés, es un filtro que puede eliminar del aire al menos el 99,999% del polvo, polen, moho, bacterias y cualquier otra partícula en el aire con un tamaño mínimo de penetración de partículas de 100 nanómetros (0,1 µm, partículas ultrafinas). Un filtro ULPA puede eliminar (en gran medida, no el 100%): humo de aceite, humo de tabaco, humo de colofonia, smog, polvo de insecticida.
También puede eliminar el negro de carbón hasta cierto punto.
Algunas unidades de filtro de acondicionador de aire incorporan filtros ULPA.

## Materiales utilizados en los filtros ULPA
Tanto los medios filtrantes HEPA como ULPA tienen diseños similares.
El medio filtrante es una gran red de fibras dispuestas al azar. Cuando el aire pasa a través de esta densa red, las partículas sólidas se adhieren a las fibras y, por lo tanto, se eliminan del aire.
La porosidad es una de las consideraciones clave de estas fibras. La menor porosidad, al tiempo que disminuye la velocidad de filtración, aumenta la calidad del aire filtrado. Este parámetro se mide en poros por pulgada lineal.

## Principio de funcionamiento
El bloqueo físico de partículas con un filtro, llamado tamizado, no puede eliminar partículas de menor tamaño. El proceso de limpieza, basado en el tamaño de partícula del contaminante, se basa en cuatro técnicas:
- Tamizado

Este es simple de todos los métodos y literalmente implica bloquear la entrada de partículas grandes. Este es un gran método de filtración de primer nivel para eliminar partículas grandes del aire.
- Difusión

El princípio de este método es que las partículas muy pequeñas no se mueven en línea recta sino en movimientos en zig-zag y chocan con otras partículas. Las partículas en movimiento en zigzag luego golpean las fibras del filtro y son capturadas. El movimiento lento del aire promueve la difusión.
- Impactación inercial

Este mecanismo ocurre cuando la partícula que se mueve con el aire, literalmente golpea la fibra ya que no es capaz de cambiar su dirección y queda atrapada. Una mayor velocidad del gas con una red de fibra densa ayuda en este mecanismo.
- Intercepción

Este mecanismo ocurre cuando una partícula en movimiento junto con el aire se acerca mucho al filtro de fibra, y la distancia entre la fibra y la partícula es menor que el radio de la partícula. En tal caso, la partícula toca la fibra y se elimina del flujo de aire.  Para que se produzca la intercepción, la partícula debe moverse muy cerca del filtro de fibra. Si no es así, no será capturada, pero gracias a la densa malla de las fibras del filtro, es muy probable que haya alguna fibra que está lo suficientemente cerca de la partícula.
Se han escrito varias prácticas recomendadas para probar estos filtros, que incluyen:
- IEST -RP-CC001: Filtros HEPA y ULPA ,
- IEST -RP-CC007: Prueba de filtros ULPA ,
- IEST -RP-CC022: Prueba de medios filtrantes HEPA y ULPA , y
- IEST -RP-CC034: Pruebas de fugas de filtros HEPA y ULPA .